# Megaelosia boticariana
Megaelosia boticariana és una espècie de granota que viu al Brasil.